# 11050 Messiaën
11050 Messiaën (1990 TE7) là một tiểu hành tinh vành đai chính được phát hiện ngày 13 tháng 10 năm 1990 bởi F. Borngen và L. D. Schmadel ở Tautenburg. Nó được đặt theo tên the French organist và composer Olivier Messiaen.